# Кичко, Трофим Корнеевич
Трофим Корнеевич Кичко (укр. Трохим Корнійович Кічко, 1905 — 1982) — советский религиовед, кандидат философских наук.
Во время Великой Отечественной войны был участником антинацистского подполья в Виннице. После войны специализировался на критике иудаизма. Получил международную известность после издания в 1963 году антисемитской книги «Иудаизм без прикрас».

## Биография
Родился в 1905 году. Вступил в ВКП(б) в 1928 году. До войны работал в аппарате компартии Украины, затем в Киевском областном управлении милиции. В сентябре 1938 года был арестован НКВД. Немедленно после ареста подвергся избиениям с требованием признаться, кто его завербовал и в какую организацию. Освобождён через год за недоказанностью обвинений.
Во время Великой Отечественной войны находился на оккупированной немцами территории с сентября 1941 года по март 1944 года. Был в немецком плену и выпущен 18 октября 1941 года из Киевского лагеря под фамилией Самсонов. Принимал участие в антинацистском подполье в Виннице.
После войны работал старшим преподавателем кафедры основ марксизма-ленинизма в Киевском технологическом институте лёгкой промышленности. В 1948 году был уволен якобы за «пропаганду буржуазно-националистической идеологии» в ходе лекции «Националистическая сущность школы Грушевского». В том же году в ходе конфликта между двумя группами бывших подпольщиков был исключён из ВКП(б) «за недостойное поведение в период нахождения на оккупированной территории». С 1950 года работал лектором Киевского областного лекционного бюро общества «Знание».
В 1952 году бывший партизанский командир Дмитрий Медведев в повести «На берегах Південного Бугу», где Кичко был выведен под фамилией Квитко, писал, что он руководил антинацистским винницким подпольем. Позднее в статье «Раскроем псевдонимы» Озябкиной и Зарудного сначала в «Винницкой правде», а затем в «Литературной газете», утверждалось, что Кичко незаслуженно пытался выдать себя за участника подполья, а на самом деле сотрудничал с оккупантами.
Партийные органы более полутора лет разбирались с этими обвинениями. 29 сентября 1954 году Кичко был восстановлен в партии. 28 декабря 1954 года «Винницкая правда» опубликовала опровержение, в котором указывалось, что Кичко действительно был подпольщиком, однако Медведев в своей повести «преувеличил настоящую роль» Кичко в подпольном движении. Тем не менее, в среде советской интеллигенции Кичко на долгие годы получил устойчивую репутацию человека, замаравшегося в коллаборационизме. Так, писатель Виктор Некрасов в 1964 году в переписке с обозревателем Би-би-си Севой Новгородцевым утверждал, что «этот тип был в годы оккупации директором винницкого кинотеатра у немцев. Он уцелел и процветает, потому что есть заслуги, которые в глазах наших антисемитов перевешивают даже открытое сотрудничество с врагом».
В дальнейшем занимался пропагандистской и преподавательской работой. В 1962 году Кичко преподавал марксизм-ленинизм, научный атеизм и политэкономию в Киевском технологическом институте лёгкой промышленности, до начала 1980-х читал лекции по заявкам Киевского городского комитета компартии Украины.
Умер в 1982 году.

## Пропагандистская работа
Кичко одним из первых откликнулся на итоги «Всесоюзного совещания-семинара по научно-атеистическим вопросам» 1957 года в части усиления борьбы с иудаизмом. Через несколько месяцев тиражом 40 тыс. экз. вышла его брошюра «Иудейская религия, её происхождение и суть» (укр. Іудейська релігія, її походження і суть). Это была первая книга про иудаизм, изданная на Украине после 1949 года. Брошюра была замечена за пределами СССР. В частности, о ней вышел разгромный отзыв в газете The New York Times, а в агентстве United Press был опубликован материал под названием «Поток брани против иудаизма льётся в Украине».
В 1961 году Кичко защитил в Киеве диссертацию на звание кандидата философских наук, тема диссертации «Современный иудаизм и его реакционная роль». В дальнейшем также специализировался на критике иудаизма. В рамках такой критики делал увязку иудаизма с сионизмом и антисемитскими теориями заговора. Его публикации неоднократно подвергались критике за пределами СССР. Самой скандальной стала книга «Иудаизм без прикрас», изданная в октябре 1963 года Академией наук Украинской ССР. Она вызвала бурные протесты на Западе, в том числе у еврейских и правозащитных организаций, а также у коммунистов США и Западной Европы, которые сочли её пропагандой антисемитизма. Исследователи отмечают крайне низкий уровень этой книги — с использованием лозунговой и вульгарной стилистики, искажённое цитирование источников и другие проблемы. В результате международного скандала Идеологический отдел ЦК КПСС дал указание раскритиковать Кичко за допущенные ошибки, а книга была изъята из продажи и библиотек.
Однако это не помешало Кичко продолжить публиковать аналогичные тезисы и далее, особенно после арабо-израильской войны 1967 года, когда антисионизм стал особенно востребован в советской пропаганде. В частности, 4 октября 1967 года он писал о «международных сионистских банкирах» в статье «Сионизм — орудие империализма» в газете «Комсомольское знамя», а в 1968 году опубликовал новую книгу «Иудаизм и сионизм». Эта книга была выпущена также на английском языке и использована в рамках антисионистской и антисемитской кампании в социалистической Польше. Исследователь советского религиоведения Анна Мария Басаури-Зюзина отмечает, что в этой книге Кичко использовал часть текста из книги «Иудаизм без прикрас», как и ранее вырывал цитаты из древнего контекста с их вульгарной интерпретацией без учёта современных традиций иудаизма.
В том же 1968 году как председатель научно-методического совета общества «Знание» Кичко был награждён почетной грамотой Президиума Верховного Совета УССР за достижения в области атеистической пропаганды.
Пропагандистскую деятельность Кичко продолжил также в 1970-е годы. В конце мая 1970 года он выступил в Ивано-Франковске с докладом «Иудейско-сионистский национализм — союзник неофашизма». По книге 1972 года «Сионизм — враг молодёжи», как пишет Басаури-Зюзина, становится понятно, что, несмотря на официальное осуждение книги «Иудаизм без прикрас» как ошибочной, основные её тезисы остались востребованными. В аннотации вновь указано, что сионизм — это идеология, политика и практика «монополистической еврейской буржуазии», которая мешает «борьбе за права всех трудящихся».
В конце 1970-х известный московский антисионист Евгений Евсеев пригласил Кичко в авторский коллектив монографии «Идеология и практика современного сионизма. Критический анализ», изданной Институтом философии АН СССР. Кичко был единственным провинциальным автором среди всего коллектива из Москвы. До начала 1980-х Кичко занимался лекционной и публицистической деятельностью.

## Публикации
Книги
- Кічко Т. К. Іудейська релігія, її походження і суть (укр.). — Киев: Товариство для поширення політичних та наукових знань УРСР, 1957. — 40 000 экз.
- Кічко Т. К. Про іудейську релігію (укр.). — Киев: Товариство для поширення політичних та наукових знань УРСР, 1959. — 64 с.
- Кичко Т. К. Правда об иудейской религии. — Киев: Киевское гор. отделение Общества по распространению полит. и науч. знаний УССР, 1961. — 35 с. — (В помощь лектору).
- Кічко Т. К. İудаïзм без прикрас (укр.). — Киев: Видавництва АН УРСР, 1963. — 192 с. — 12 000 экз.
- Кічко Т. К. Іудаїзм і сіонізм (укр.). — Киев: Товариство «Знання» Української РСР, 1968. — 56 с. — 60 000 экз.
- Кічко Т. К. Сіонізм – ворог молоді (укр.). — Киев: Молодь, 1972. — 172 с. — 14 000 экз.
- Кічко Т. К. Модернізація іудаїзму у системі ідеології сіонізму (укр.). — Киев: Товариство «Знання» Української РСР, 1974.

Отдельные статьи
- Кічко Т. К. Критика антропофобії іудейського віровчення (укр.) // Питання атеїзму. — 1973. — № 9. — С. 120–126.
- Кічко Т. К. Соціальний зміст апологетики іудаїзму (укр.) // Філософська думка. — 1973. — № 6. — С. 86–95.